# 2001 en tennis
| Années du tennis : 1998 - 1999 - 2000 - 2001 - 2002 - 2003 - 2004    |
| Décennies du tennis : 1970 - 1980 - 1990 - 2000 - 2010 - 2020 - 2030 |

Cet article résume les faits marquants de l'année 2001 dans le monde du tennis.

## Décès
- mai : Renee Schuurman, 61 ans, joueuse sud-africaine des années 1950 et 1960, ayant remporté cinq titres du Grand Chelem en double dames
- 13 septembre : Jaroslav Drobný, 79 ans, champion tchécoslovaque, joueur le plus titré de l'histoire du tennis amateur
- 9 novembre : Nancye Wynne Bolton, 84 ans, joueuse australienne ayant remporté six fois les Internationaux d'Australie en simple, entre 1937 et 1951